# Thomas D’Arcy McGee
Thomas D’Arcy McGee (ur. 13 kwietnia 1825, zm. 7 kwietnia 1868 w Ottawie) – kanadyjski dziennikarz, poeta i polityk II poł. XIX w., związany z Ontario. Był uczestnikiem konferencji w Charlottetown oraz w Quebecu. Zaliczany jest do grona Ojców Konfederacji. McGee był jedną z najbarwniejszych postaci w historii Kanady.

## Życiorys
Urodził się w Carligford (Irlandia) i jako dziecko wyemigrował wraz z rodziną do USA. Nigdy nie otrzymał formalnego wykształcenia. Jako młodzieniec rozpoczął pracę w gazecie Boston Pilot i już w dwa lata później, w wieku 19 lat, został głównym redaktorem tego pisma. W tym czasie także zaczął się udzielać w społeczności irlandzkiej, opowiadając się za niepodległością Irlandii oraz prawami dla katolików w tym kraju. Popierał także amerykańskie plany aneksji Kanady.
W 1845 powrócił do rodzinnego kraju, gdzie w Dublinie założył rodzinę i zaangażował się w pracę publicystyczną we Freeman's Journal, a następnie w swoim własnym piśmie Nation. Dołączył do radykalnego ruchu irlandzkiego Młoda Irlandia, a w 1848 wziął udział w rebelii irlandzkiej w 1848.
Po jej upadku zmuszony został do ponownego wyjazdu do USA, gdzie kontynuował wydawanie swego pisma. Rozpoczął szeroko zakrojoną akcję polityczną na rzecz niepodległości Irlandii. Zniechęcony jednak brakiem oficjalnego poparcia, zdecydował się na wyjazd do Kanady w 1857, gdzie stał się jedną z czołowych postaci irlandzkiej emigracji politycznej. Rozpoczął wydawanie nowego pisma New Era, które stało się forum irlandzkiej kultury w Kanadzie. Z czasem też odstąpił od swej proamerykańskiej polityki, stając się kanadyjskim patriotą. Pozostając wydawcą pisma włączył się w politykę jako liberał. W 1858 wszedł do rządu George’a Browna, a w 1862 – do koalicyjnego rządu Macdonalda. Z czasem też dołączył do partii konserwatywnej. Szczytem jego kariery politycznej była funkcja ministra rolnictwa, emigracji i statystyki w rządzie konserwatywnym utworzonym w 1863.
McGee był jednym z pierwszych, którzy wysunęli koncepcję Konfederacji. Był jej niestrudzonym orędownikiem w swoim piśmie. Był także propagatorem rozwoju kolejnictwa oraz utworzenia autonomicznej prowincji dla Indian kanadyjskich. Wziął udział w konferencji w Charlottetown oraz w Quebecu. Ze względu na swą antybrytyjską przeszłość nie został jednak zaproszony na konferencję londyńską.
W 1868 McGee planował wycofać się z polityki i poświęcić pracy publicystycznej i literackiej. 7 kwietnia wygłosił swe ostatnie, płomienne przemówienie w parlamencie. Wracając stamtąd wieczorem został zastrzelony u progu swego domu w Ottawie. Aczkolwiek nigdy nie udowodniono tego faktu, powszechnie się uważa, że był to mord polityczny dokonany przez irlandzką organizację Fenian.